# Badolato
Badolato är en ort och kommun i provinsen Catanzaro i regionen Kalabrien i Italien. Kommunen hade 2 939 invånare (2018).